# Aleksandar Deroko
Aleksandar Deroko (en serbe cyrillique : Александар Дероко), né le 16 septembre 1894 à Belgrade et mort le 30 novembre 1988 à Belgrade, est un architecte, un peintre et un écrivain serbe. Il fut professeur à l'université de Belgrade et membre de l'Académie serbe des sciences et des arts. En tant qu'architecte, il est un représentant du style néo-byzantin en Serbie. On lui doit, notamment, les plans de l'église Saint-Sava de Belgrade.

## Biographie
Aleksandar Deroko effectua ses études à Belgrade, d'abord au lycée puis à la Faculté des arts et métiers de l'université de Belgrade. Pendant la Première Guerre mondiale, il fit partie du groupe des 1 300 caporaux et fut un des premiers pilotes de l'aviation serbe.
Après la guerre, il reprit ses études d'architecture et d'art à Rome, Prague, Brno et Belgrade, où il obtint son diplôme d'architecte en 1926. Après avoir obtenu une bourse du gouvernement français, il s'installa à Paris, où il se lia d'amitié avec Pablo Picasso, Sava Šumanović, Le Corbusier, Rastko Petrović, ainsi qu'avec d'autres artistes qui vivaient à cette époque dans la capitale française.
En 1926, avec Bogdan Nestorović, il conçut un projet pour l'église Saint-Sava, projet pour lequel il remporta le concours qui avait été organisé ; la construction de cet édifice n'est toujours pas complètement achevée. Pendant trente ans, Alksadar Deroko enseigna à la Faculté d'architecture et à la Faculté de philosophie de l'Université de Belgrade. Il prit sa retraite en 1964.
En 1956, Aleksandar Deroko devint membre de l'Académie serbe des sciences et des arts.

## Œuvres

### Architecture
- la maison du colonel Elezović (située 20 rue Njegoševa à Belgrade) est un immeuble de rapport construit en 1927 ; dessiné dans un style serbe monumental, il se caractérise en fait par son éclectisme ; l'immeuble est aujourd'hui inscrit sur la liste des biens culturels de la ville de Belgrade[3].
- l'église Saint-Sava de Belgrade (en collaboration avec Bogdan Nestorović).
- L'internat Bogoslovski à Belgrade.
- Le monument aux Héros du Kosovo à Kosovo Polje.
- Konak du monastère de Žiča, konak de Niš.
- Nombreuses églises.
  - Crkva Svetog Preobraženja, 1939, Sarajevo

### Peinture
Aleksandar Deroko illustra lui-même ses propres écrits. Il peignit également de nombreuses huiles, aquarelles et temperas.

### Ouvrages
- Narodno neimarstvo - tome I 1939, tome II 1940.
- Srednjovekovni gradovi u Srbiji, Makedoniji i Crnoj Gori, 1950. (Villes médiévales de Serbie, de Macédoine et du Monténégro)
- Monumentalna i dekorativna arhitektura u srednjovekovnoj Srbiji, 1953. (Architecture monumentale et décorative de la Serbie médiévale)
- Rimski spomenici u Đerdapu, 1959. (Les monuments romains du Đerdap)
- Arhitektura starog veka, 1962. (L'architecture du passé)
- Medieval Castles on the Danube (Srednjovekovni gradovi na Dunavu), 1964.
- Sveta Gora, 1967. (Le Mont Athos)
- Atos, 1967.
- A ondak je letijo jeroplan nad Beogradom, 1983.